# Clase Trafalgar
La clase Trafalgar es una clase de submarinos de ataque de propulsión nuclear de la Marina Real Británica. Como la mayoría de los submarinos nucleares de la Royal Navy, los siete barcos se construyeron en el astillero Barrow-in-Furness , Cumbria . Con solo un barco activo y en servicio (a partir de 2022) y seis retirados de los siete originalmente en servicio, la clase forma parte de la fuerza de submarinos 'cazadores-asesinos' de propulsión nuclear de la Royal Navy. La clase Trafalgar está siendo reemplazada gradualmente por la clase Astute, más grande y más capaz., de los cuales cinco están actualmente encargados.
El nombre Trafalgar se refiere a la Batalla de Trafalgar que se libró entre la Royal Navy y las flotas combinadas de Francia y España en 1805.

## Unidades de la clase
| Nombre               | Número de casco | Puesta de quilla       | Botado                 | Asignado              | Estado                                 |
| -------------------- | --------------- | ---------------------- | ---------------------- | --------------------- | -------------------------------------- |
| HMS Trafalgar (S107) | S107            | 25 de abril de 1979    | 1 de julio de 1981     | 27 de mayo de 1983    | Dado de baja el 4 de diciembre de 2009 |
| HMS Turbulent (S87)  | S87             | 8 de mayo de 1980      | 1 de diciembre de 1982 | 28 de abril de 1984   | Dado de baja el 14 de julio de 2012    |
| HMS Tireless (S88)   | S88             | 6 de junio de 1981     | 17 de marzo de 1984    | 5 de octubre de 1985  | Dado de baja el 19 de junio de 2014    |
| HMS Torbay (S90)     | S90             | 3 de diciembre de 1982 | 8 de marzo de 1985     | 7 de febrero de 1987  | Dado de baja el 14 de julio de 2017    |
| HMS Trenchant (S91)  | S91             | 28 de octubre de 1985  | 3 de noviembre de 1986 | 14 de enero de 1989   | Dado de baja el 20 de mayo de 2022     |
| HMS Talent (S92)     | S92             | 13 de mayo de 1986     | 15 de abril de 1988    | 12 de mayo de 1990    | Dado de baja el 20 de mayo de 2022     |
| HMS Triumph (S93)    | S93             | 2 de febrero de 1987   | 16 de febrero de 1991  | 12 de octubre de 1991 | En servicio                            |